# Karl Köther
Karl Köther (Hannover, 27 de maig de 1905 - 27 de gener de 1986) va ser un ciclista alemany que es dedicà a la pista. Va prendre part en els Jocs Olímpics, de 1928 a Amsterdam, on guanyà la medalla de bronze en la prova de tàndem, fent parella amb Hans Bernhardt.
El seu fill Karl, també fou olímpic, concretament participà en els Ciclisme als Jocs Olímpics de Múnic.

## Palmarès
- 1928
  -  Medalla de bronze als Jocs Olímpics d'Amsterdam en tàndem